# Belagerung von Korneuburg (1646)
Wallerfangen – Dömitz – Haselünne – Wittstock – Rheinfelden – Breisach – Wittenweiher – Vlotho – Ochsenfeld – Chemnitz – Bautzen – Freiberg – Riebelsdorfer Berg – Dorsten – Preßnitz – La Marfée – Wolfenbüttel – Kempener Heide – Schweidnitz – Breitenfeld – Tuttlingen – Freiburg – Philippsburg – Jüterbog –  Jankau – Herbsthausen – Alerheim – Brünn – Korneuburg – Totenhöhe – Hohentübingen –  Triebl – Zusmarshausen – Wevelinghoven – Dachau –  Prag
Die Belagerung von Korneuburg ereignete sich während des Dreißigjährigen Krieges und dauert von 22. Mai bis 4. August 1646. Den von Feldmarschall-Leutnant Hans Christoph III. von Puchheim (1605–1657) kommandierten kaiserlichen Truppen gelang es dabei, die von einer starken schwedischen Garnison unter dem Kommando von Oberst Johann Copy gehaltene Stadt zurückzuerobern. Durch den für die kaiserliche Seite siegreichen Ausgang der Belagerung war die Gefahr, dass schwedische Truppen Korneuburg als Ausgangspunkt für einen Donauübergang und Vorstoß auf die kaiserliche Residenzstadt Wien nutzen könnten, endgültig gebannt.

## Ausgangslage
Mit der Vernichtung der kaiserlichen Hauptarmee in der Schlacht bei Jankau am 6. März 1645 stand den Schweden unter Lennart Torstensson (1603–1651) der Weg in die Habsburgischen Erblande weit offen. Ohne Gegenwehr fürchten zu müssen, marschierte die siegreiche schwedische Armee über Iglau und Znaim, das den Schweden am 22. März die Tore öffnete, schließlich in Niederösterreich ein. Über Retz, Eggenburg und Ravelsbach marschierend erreichte Torstenssons Armee schließlich die Städte Stein und Krems an der Donau, die nach kurzer Gegenwehr am 26. und 31. März besetzt wurden. Bis dahin hatten die Schweden nahezu alle wichtigen Städte, Orte und Burgen des Waldviertels unter ihre Kontrolle gebracht. Es gelang ihnen aber nicht einen Brückenkopf bei Krems zu bilden. Die noch vorhandenen kaiserlichen Streitkräfte vereitelten alle Versuche der Schweden, die Donau zu überqueren, und hatten überdies vor ihrem Rückzug über den Fluss auch alles verfügbare Bauholz und die Schiffe weggeschafft sowie die Donaubrücke bei Mautern durch teilweise Zerstörung unbenutzbar gemacht.  
Der Donau folgend marschierten die Schweden daher vorerst auf die kaiserliche Hauptfestung Korneuburg zu, an deren Kommandanten, Oberst Lukas Spicker, am 4. April 1645 die Aufforderung erging, die Stadt zusammen mit der Burg Kreuzenstein, die ihm ebenfalls unterstand, zu übergeben. Angesichts der geringen Anzahl an Truppen, die ihm zur Verfügung standen – er verfügte nur über die Bürgerwehr der Stadt und dazu noch weitere 200 Mann der Wiener Stadtguardia, des Vorläufers des späteren Bundessicherheitswachekorps –, kam Spicker dieser Forderung umgehend nach und übergab Burg und Festung bereits am 5. April kampflos den schwedischen Truppen. Anschließend wandte sich Torstensson der so genannten Wolfsschanze zu, einer sternförmigen Befestigungsanlage, welche die Straße von Wien nach Norden, die über drei Inseln in der Donau verlief, deckte. Auf Befehl des Kaisers wurde die Schanze schließlich in der Nacht von 9. auf den 10. April aufgegeben und die ihr nächstliegende Donaubrücke zerstört. Als die Schweden die Schanze am folgenden Tag besetzten, war auch die Gefahr gebannt, dass die kaiserlichen Truppen ihrerseits unvermutet über die Donau setzten könnten.
Wäre es nach Torstensson gegangen, so hätte nun die günstige Gelegenheit genützt werden sollen, um zusammen mit den Streitkräften des mit Schweden verbündeten siebenbürgischen Fürsten Georg I. Rákóczi (1593–1648) den Sturm auf Wien zu wagen, von dem er sich eine entscheidende Wendung des Krieges erwartete. Die Zeit bis zur Vereinigung mit den siebenbürgischen Truppen wollte er nützen, um die Festung Brünn, die seine Nachschubwege bedrohte, einzunehmen. Nach einer Vorausabteilung am Vortag, traf die schwedische Hauptarmee am 4. Mai vor Brünn ein, dessen Eroberung von Torstensson als eine leicht zu bewerkstelligende Sache angesehen wurde. Tatsächlich verfügte die Stadt über keine große Anzahl an Verteidigern. Dieses Manko wurde aber durch ihre Kampfmoral wettgemacht und sie hatten mit Oberst Jean-Louis Raduit de Souches (1608–1682) einen hervorragenden Kommandanten, der sich auf eine Belagerung bestmöglich vorbereitet hatte. Nach monatelangen, erfolglosen Kämpfen gab Torstensson schließlich auf und zog mit seiner deutlich geschwächten Armee am 19. August wieder in Richtung Niederösterreich ab. Zwar wusste er mittlerweile, dass von Rákóczi keine Hilfe mehr zu erwarten war, weil dieser sich in der Zwischenzeit mit dem Kaiser verständigt und die Feindseligkeiten so gut wie eingestellt hatte, aber die günstige Lage auf dem deutschen Kriegsschauplatz ließ auf das baldige Eintreffen von Verstärkungen hoffen, womit der Sturm auf Wien dann doch noch möglich schien.
Die kaiserlichen Streitkräfte hatten Torstenssons zeit- und kräfteraubende Belagerung Brünns inzwischen zum Aufbau einer Verteidigung auf dem südlichen Donauufer genützt. Dazu waren Truppen von anderen Kriegsschauplätzen abgezogen worden. Erzherzog Leopold Wilhelm (1614–1662), der seit Mai 1645 das Oberkommando über die kaiserlichen Streitkräfte innehatte, wagte es aber nicht, Torstensson anzugreifen. Dieser wiederum sah seine Truppen für einen Übergang über die Donau und einen Angriff auf Wien nun erst recht als zu schwach an. Da auch keine Verstärkungen eintrafen, zog Torstensson schließlich abermals aus Niederösterreich ab und führte seine Truppen nach Nordböhmen, wo sie Winterquartiere bezogen. Anhaltende Gichtanfälle zwangen ihn hier schließlich am 15. Dezember 1645 zur Abgabe des Kommandos an Generalleutnant Arvid Wittenberg (1606–1657).
Gemäß Torstenssons Kriegsplan für das kommende Jahr wandte sich das Hauptinteresse der Schweden nun einer Vereinigung mit den verbündeten französischen Streitkräften und einem gemeinsamen Feldzug gegen die kaiserlichen Verbündeten Kurköln und Bayern zu. Wittenberg war in diesem Zusammenhang die Aufgabe zugedacht, die kaiserlichen Streitkräfte in Schlesien zu binden und gleichzeitig die Verbindung zu den schwedischen Garnisonen in Niederösterreich zu halten. Demgegenüber musste Erzherzog Leopold Wilhelm diese Absichten nach Möglichkeit vereiteln und seinen Verbündeten zu Hilfe kommen. Aufgrund der sich solcherart anbahnenden neuen militärischen Lageentwicklung, war die unmittelbare Gefahr für Wien und Niederösterreich vorerst nun einmal gebannt.

## Ablauf der Belagerung
Vor seinem Abzug aus Niederösterreich hatte Torstensson die Städte Krems an der Donau und Korneuburg zu Hauptfestungen ausbauen und mit starken Garnisonen versehen lassen. Die Festung Korneuburg war unter Zuhilfenahme von zwangsrekrutierten Stadtbürgern und Bauern der Umgebung mit sechs neuen Ravelins ausgestattet und mit einer Garnison von 900 Mann unter Oberst Johann Copy versehen worden, die Garnison von Krems zählte etwas mehr als 500 Mann. Beide Festungen verfügten über ausreichend Proviant und Munition.
Infolge des erfolgreichen Operierens der kaiserlichen Streitkräfte in Böhmen und Schlesien wurden Generalleutnant Wittenberg in den ersten Monaten des Jahres 1646 erneute Vorstöße nach Niederösterreich verwehrt und die schwedischen Garnisonen an der Donau und in den übrigen Landesteilen blieben auf sich allein gestellt. Schließlich begann im März 1646 die Offensive einer von Feldmarschall-Leutnant Puchheim kommandierten kaiserlichen Streitmacht zur Wegnahme der beiden Festungsstädte und der übrigen den Schweden im Land noch verbliebenen befestigten Plätze. Dazu standen Puchheim, der sein Kommando im Dezember 1645 übernommen hatte, zwischen 3.000 und 5.000 Mann zur Verfügung, die mit Belagerungsartillerie aus den Zeughäusern von Wien und Linz ausgestattet worden waren. Zuerst wandte sich Puchheim der Festung Krems zu, die seit Anfang April 1646 belagert wurde. Unter ihm kommandierte Johann Wilhelm von Hunolstein die Belagerungsarbeiten, der Minenkrieg wurde geleitet vom erfolgreichen Verteidiger Brünns, Oberst de Souches. Dessen Erfolge zwangen die schwedischen Verteidiger von Krems schließlich am 5. Mai 1646 zur Kapitulation.
Längere Zeit zog sich die anschließende Belagerung der sehr stark befestigten Stadt Korneuburgs hin, deren Beschuss durch die kaiserlichen Truppen am 22. Mai 1646 begann. Hier erwies sich Oberst Copy als ein ebenso kühner wie hartnäckiger Verteidiger, der, auf einen Entsatz hoffend, die Festung unbedingt halten wollte. Erst nachdem sich ein schwedischer Entsatzversuch durch eine aus Schlesien aufgebrochene Dragonerabteilung als undurchführbar erwiesen und alle für die Verteidigung wesentlichen Türme und Bastionen zertrümmert worden waren, gab Copy auf. Am 4. August übergab er Korneuburg den kaiserlichen Truppen. Nachdem auch Rabensburg und Falkenstein von den dortigen schwedischen Besatzungen am 27. und 30. August übergeben und jene von Staatz geflüchtet war, gab es in Niederösterreich keine schwedischen Streitkräfte mehr.

## Folgen der Belagerung
Die Stadt Korneuburg, die bereits in den ersten Jahren des Dreißigjährigen Kriegs durch Kontributionsforderungen und Einquartierungen belastet worden war, war nach der schwedischen Besatzung und der Rückeroberung durch die Kaiserlichen ruiniert. Die schwedische Garnison hatte nicht nur hohe Verpflegsabgaben verlangt, sondern durch die Schanz- und anderen Arbeiten beim Ausbau der Befestigungsanlagen, zu denen die Stadtbürger und die Bauern der umliegenden Ortschaften gezwungen worden waren, auch die alltäglichen geschäftlichen Abläufe und Produktionsprozesse beeinträchtigt. Der heftige Beschuss während Belagerung schließlich hatte nicht nur große Schäden an der Stadtbefestigung angerichtet, sondern auch an der übrigen Bausubstanz Korneuburgs.
Die Schätzbücher aus dem 17. Jahrhundert spiegeln die katastrophale Situation Korneuburgs nach der Belagerung deutlich wider. In einer ersten Häuserschätzung, die noch im Jahr 1646 durchgeführt wurde, werden 121 Häuser in der Stadt als öde, verlassen oder baufällig ausgewiesen. Ihnen stehen nur 62 Häuser gegenüber, deren Besitzer Steuern bezahlten. Immer wieder finden sich in dieser Schätzung zusätzliche Angaben, die besagen, dass der Hausbesitzer verarmt ist oder dass seine Geschäfte nicht gut gehen. Nicht viel besser war der Stand der Dinge auch der Schätzung von 1665 zufolge, in der einerseits die Häuser, andererseits auch die Grundstücke und die Einnahmen aus Handwerk und Gewerbe geschätzt wurden. In dieser Schätzung werden immer noch 99 von 173 Häusern (57,2 %) als öde oder unbewohnt bezeichnet. Häufige Randbemerkungen zeichnen auch hier ein eindringliches Bild der Zerstörung der Stadt und der Verarmung ihrer Bevölkerung. So wurde bei den Besitzern von 73 Häusern (oder 42,2 %) keine Vermögensangabe gemacht. Rechnet man dazu noch jene, die aufgrund des angegebenen Schätzwertes von unter 20 lb als verarmt galten (54 oder 31,2 %), so kommt man auf eine Zahl von 127 Hausbesitzern (73,4 % aller Hausbesitzer), die in den Jahrzehnten nach dem Dreißigjährigen Krieg in Armut lebten.